# Контекстне меню
Конте́кстне меню́ (англ. context menu) — елемент графічного інтерфейсу операційної системи, що є списком команд, який викликається користувачем щоб виконати необхідну дію над вибраним об'єктом.
Виклик контекстного меню здійснюється як правило після натискання «контекстної» (правої для правшів ) кнопки миші, спеціальної клавіші (Menu), або поєднання (⇧ Shift + F10 в Windows, або натискання кнопки миші, утримуючи клавішу Control в MacOS) на клавіатурі, а іноді - особливими жестами вказівного пристрою (наприклад - натисканням і утриманням).

## Які команди містить контекстне меню?
Для кожного типу об’єктів набір команд контекстного меню може відрізнятись. Контекстне меню мають майже всі об’єкти та елементи інтерфейсу ОС Windows: чи то якась піктограма, чи панель інструментів, чи об’єкт створений у програмному вікні тощо.
Контекстне меню будь-якого об’єкта зазвичай має команду Властивості, за допомогою якої можна налаштовувати і змінювати різноманітні параметри вибраного об’єкта.
Особливий набір команд контекстного меню має папка Мій комп’ютер. Контекстне меню цієї папки містить команди керування і налаштування операційної системи